# (9604) Bellevanzuylen
(9604) Bellevanzuylen (voorlopige aanduiding 1991 YW) is een planetoïde in de planetoïdengordel tussen Mars en Jupiter, die op 30 december 1991 werd ontdekt door Eric Walter Elst in het observatorium van Haute-Provence. 
De planetoïde is vernoemd naar Belle van Zuylen, pseudoniem van Isabella Agneta Elisabeth van Tuyll van Serooskerken (1740-1805), een Nederlands Franstalige schrijfster en componiste uit de periode van de Verlichting.